# Dánjal Niclasen
Dánjal Niclasen (født 1902 i Sørvágur, død 1971) var en færøsk forretningsmand.
Han overtog familievirksomheden P/F N. Niclasen efter sin far Niclas Niclasen. Efter 2. Verdenskrig fik han til opgave at genrejse Føroya Fiskaexport sammen med Leif Waagstein, og i 1948 blev Føroya Fiskasøla etableret med Niclasen som formand for repræsentantskabet og senere som direktør 1958–69. Niclasen spillede i 1950erne også en nøglerolle i genrejsningen af Sjóvinnubankin, hvor han var bestyrelsesformand 1956–71. I 1953 etablerede han Færøernes første ordentlige fiskemodtag i Sørvágur.
I 1976 blev stiftelsen Minningargrunnur Dánjal Niclasen, der betaler videreuddannelse i fiskerifag for unge, oprettet.
Han var ud af et traditionsrigt købmandsdynasti fra Sørvágur; nevø til Rasmus Niclasen og sønnesøn af Daniel Niclasen.